# Aaron Lee
Aaron Lee (Chamberí, Madrid, 1988) es un músico, violinista y activista por los derechos humanos español.

## Trayectoria
Graduado en el Real Conservatorio Superior de Música de Madrid, aunque también tocó en la calle para sobrevivir, es el hijo de una pareja de músicos surcoreanos que se instaló en Europa para completar sus estudios. Desde los cuatro años Aaron toca el piano y desde los nueve estudia violín con los maestros Ala Voronkova y Manuel Puig.
Cuando Aaron cumplió los veinte años, después de varios eventos vitales, logró ser el músico más joven en entrar a formar parte de la Orquesta Nacional de España. Actualmente toca como solista. Además de violinista se ha dedicado a investigar la música española de los siglos XIX y XX.
Más allá de su actividad musical, como activista social, ha creado la 'Fundación Arte que Alimenta' para proteger a los adolescentes LGTBIQ, a las mujeres víctimas de maltrato y a los niños de bajos ingresos.

## Libro y obra de teatro
En 2020 publicó su libro Yo soy el que soy, donde narra su historia vital, en la que sufrió la discriminación en diferentes formas. En el libro, Lee explica cómo su padre le llevó engañado a una isla de Corea, con la excusa de que irían a visitar a su abuelo, pero en realidad el destino era un «centro de rehabilitación» para conseguir "reconducir" su condición homosexual, después de haber salido del armario con sus padres. Encerrado en una celda de cara a una pared de hormigón, en una isla, sin pasaporte ni dinero, planeó su escape. Sólo consiguió salvarse después de interpretar a un personaje y fingir «su cuidado». Sin ningún odio ni resentimiento, el libro exuda una voluntad de ayudar a los demás y de transmitir un mensaje de esperanza.
Esta biografía se ha convertido también en una obra de teatro que se representa en el prestigioso Pavón Teatro Kamikaze. Sobre el escenario, Lee comparte sus memorias a través de un viaje interior y la lucha de un artista que libera a sus demonios en cada función. En esta obra  dirigida por Zenón Recalde, director residente de El rey león, Lee narra con las cuerdas de su violín su propia historia. Las palabras, un librito que nace de la autobiografía de Lee, es decir, en primera persona, son pronunciadas por la actriz Verónica Ronda. La obra cuenta también con la presencia de otro virtuoso artista, el pianista y maestro de orquesta Gaby Goldman, director de los musicales Billy Elliot y West Side Story.